# Hinnbräken
Hinnbräken (Hymenophyllum wilsonii) är en hinnbräkenväxtart som beskrevs av William Jackson Hooker. Hymenophyllum wilsonii ingår i släktet Hymenophyllum och familjen Hymenophyllaceae. Inga underarter finns listade.

## Bildgalleri

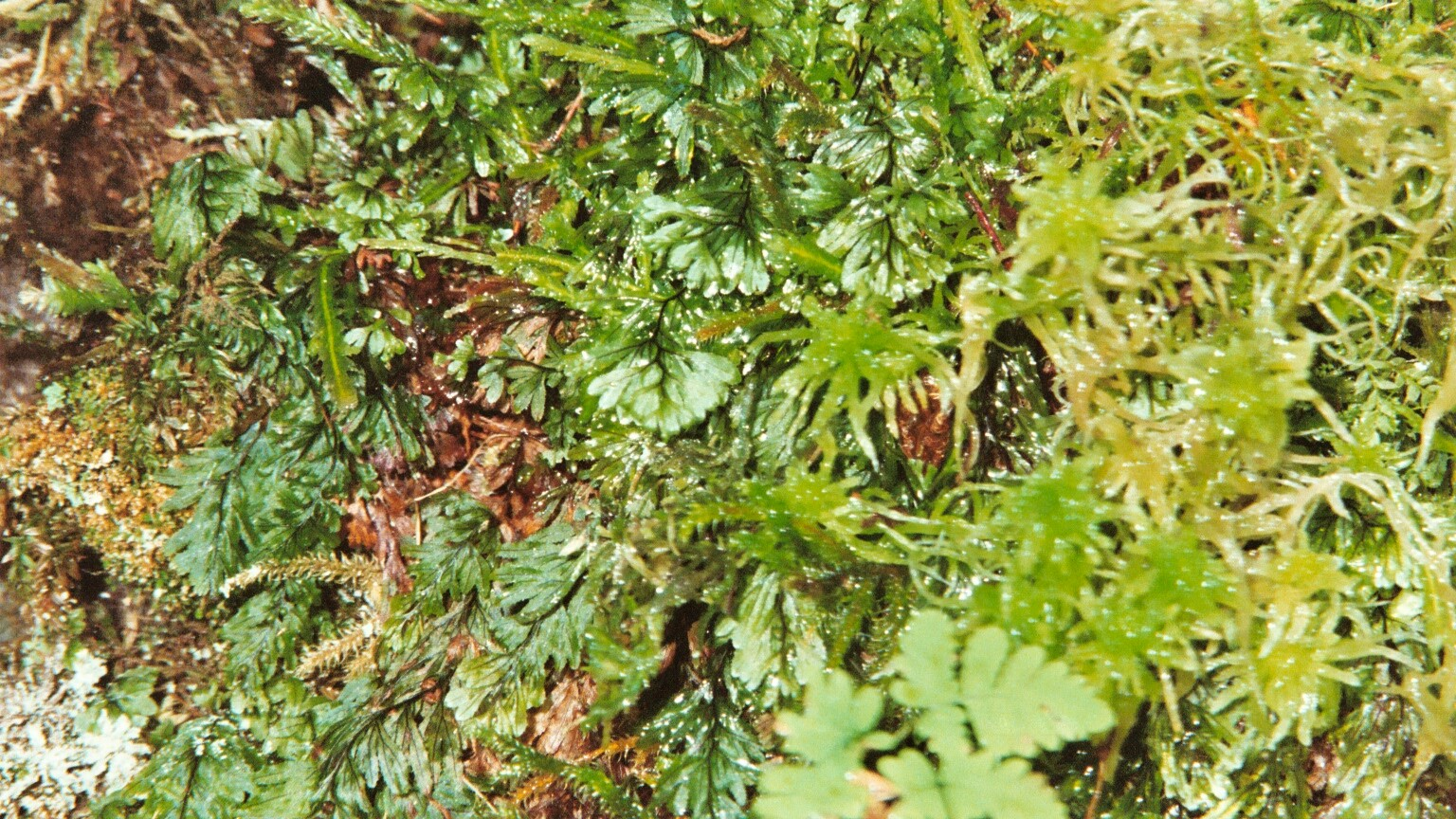
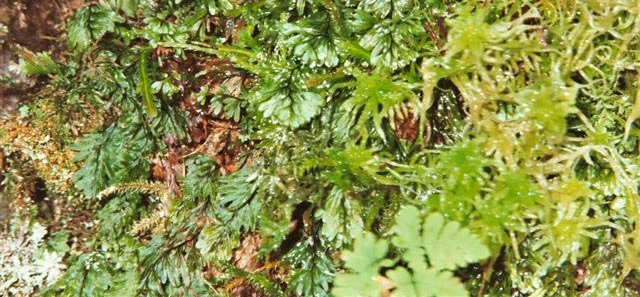